# Kisaska
Kisaska är en biprodukt från framställning av svavelsyra genom rostning av svavelkis. Svavelkis användes bland annat i sulfitkokning av pappersmassa. Kisaska är en slags järnoxid med höga halter tungmetaller. Innan kisaskans skadeverkningar blev kända användes den som markutfyllnadsmaterial och ogräsbekämpningsmedel längs bland annat banvallar.